# Antennatula
Antennatula är ett släkte av svampar. Antennatula ingår i familjen Euantennariaceae, ordningen Capnodiales, klassen Dothideomycetes, divisionen sporsäcksvampar och riket svampar.
| Antennatula | \| \| Antennatula pinophila \| \| \| \| \| \| Antennatula dingleyae \| \| \| \| \| \| Antennatula fisherae \| \| \| \| \| \| Antennatula fraserae \| \| \| \| \| \| Antennatula triseptata \| \| \| \| |
|             | \| \| Antennatula pinophila \| \| \| \| \| \| Antennatula dingleyae \| \| \| \| \| \| Antennatula fisherae \| \| \| \| \| \| Antennatula fraserae \| \| \| \| \| \| Antennatula triseptata \| \| \| \| |
|             | Euantennaria |
|             | |
|             | Capnokyma |
|             | |
|             | Strigopodia |
|             | |
|             | Hormisciomyces |
|             | |
|             | Hormisciella |
|             | |
|             | Trichothallus |
|             | |
|             | Rasutoria |
|             | |
|             | Trichopeltheca |
|             | |
|             | Plokamidomyces |
|             | |
|             | Antennatula pinophila |
|             | |
|             | Antennatula dingleyae |
|             | |
|             | Antennatula fisherae |
|             | |
|             | Antennatula fraserae |
|             | |
|             | Antennatula triseptata |
|             | |

|  | Antennatula pinophila  |
|  |                        |
|  | Antennatula dingleyae  |
|  |                        |
|  | Antennatula fisherae   |
|  |                        |
|  | Antennatula fraserae   |
|  |                        |
|  | Antennatula triseptata |
|  |                        |